# Claude France
Jane Joséphine Anna Françoise Wittig  dite Claude France, née le 9 mars 1893 à Emden (province de Hanovre, Empire allemand) et morte le 3 janvier 1928 dans le 16e arrondissement de Paris, est une actrice française d'origine allemande.

## Biographie
Fille d'un dentiste allemand et d'une mère française, elle est élevée en Suisse et s'installe très jeune avec ses parents à Paris, où elle poursuit ses études. À la déclaration de guerre, son père en tant que citoyen allemand est arrêté, emprisonné puis expulsé vers l'Allemagne, tandis que sa mère et elle s'exilent en Suisse. C'est là qu'elle rencontre Pierre de Chilly, un imprésario français réformé en convalescence à Genève, qu'elle épouse en octobre 1917 ce qui lui permet d'acquérir la nationalité française et de pouvoir rentrer en France,.
Au générique de 20 films de 1919 à 1928, Claude France est présentée par René Jeanne et Charles Ford comme une « beauté blonde », « tour à tour femme du monde (André Cornélis, L'Abbé Constantin) et aventurière cosmopolite (La Madone des sleepings) ». Les auteurs ajoutent que l'actrice « mourut mystérieusement », mais, selon le Journal des débats du 6 janvier 1928, elle se suicida à son domicile de la rue de la Faisanderie (Paris 16e) par inhalation de gaz, à l'âge de 34 ans. Après une cérémonie religieuse en l'église Saint-Honoré-d'Eylau près d'une semaine après son décès, elle est inhumée au cimetière de l'Ouest à Boulogne-Billancourt.
Elle était alors divorcée de Pierre de Chilly depuis juillet 1922.
Six ans après son décès, en juillet 1934, Marcel L'Herbier, qui fut le premier cinéaste à avoir fait tourner Claude France, annonce son intention de réaliser un film sur la vie et la mort de l'actrice avec Nathalie Paley dans le rôle principal, mais il ne donnera pas suite à son projet, qui restera à l'état de scénario.

## Filmographie
- 1919 : Le Carnaval des vérités de Marcel L'Herbier
- 1920 : La Chambre du souvenir de Pierre Marodon
- 1921 : Le Père Goriot de Jacques de Baroncelli : Delphine de Nucingen
- 1922 : Le Diamant vert de Pierre Marodon : Majesty
- 1923 : Pax Domine de René Leprince : la femme
- 1923 : Souvent femme varie de Jean Legrand
- 1923 : L'Autre Aile de Henri Andréani : la comtesse d'Aiber
- 1924 : Violettes impériales de Henry Roussell : Mlle de Perry-Fronsac
- 1924 : Moderne Ehen (version allemande) / Hrichy v manzelstvi (version tchèque), de Hans Otto Löwenstein : la baronne von Norden
- 1925 : Le Prince charmant de Victor Tourjanski : la princesse Christiane de Solnick
- 1925 : Le Bossu de Jean Kemm : Aurore de Caylus
- 1925 : L'Abbé Constantin de Julien Duvivier : Mrs Scott
- 1925 : Fanfan la Tulipe de René Leprince : Madame de Pompadour
- 1926 : Le Dédale de Gaston Roudès et Marcel Dumont : Marianne
- 1926 : Le Berceau de Dieu de Fred LeRoy Granville : Mme Putiphar
- 1927 : André Cornélis, film en 8 épisodes de Jean Kemm, d'après le roman de Paul Bourget : Mme Cornélis / Mme Termonde
- 1927 : Le Dédale réalisé par Gaston Roudès et Marcel Dumont
- 1926 : Simone d'Émile-Bernard Donatien : Mme de Sergeac
- 1926 : Lady Harrington de Fred LeRoy Granville : Lady Harrington
- 1928 : La Madone des sleepings de Marco de Gastyne et Maurice Gleize : Lady Diana Winham[14]
- 1928 : L'Île d'amour / Bicchi de Jean Durand et Berthe Dagmar : Xenia Smith